# Kryptochroma
Kryptochroma es un género de arañas araneomorfas de la familia Thomisidae.

## Especies
- K. gigas Machado & Viecelli, 2021
- K. hilaris Machado & Teixeira, 2021
- K. macrostyla (Mello-Leitão, 1929)
- K. parahybana (Mello-Leitão, 1929)
- K. pentacantha (Mello-Leitão, 1929)
- K. quadrata Machado & Viecelli, 2021
- K. quinquetuberculata (Taczanowski, 1872)
- K. renipalpis (Mello-Leitão, 1929)
- K. septata Machado & Teixeira, 2021